# Internet Vạn Vật

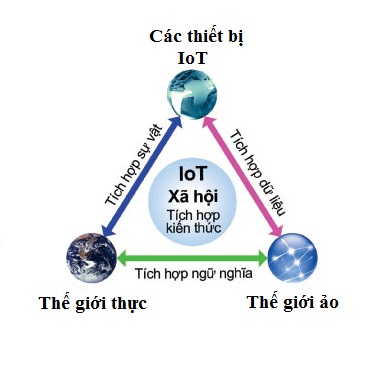
Mô tả tương tác của mạng lưới thiết bị kết nối Internet

Internet Vạn Vật, hay cụ thể hơn là Mạng lưới vạn vật kết nối Internet hoặc là Mạng lưới thiết bị kết nối Internet (tiếng Anh: Internet of Things, viết tắt IoT) là một liên mạng, trong đó các thiết bị, phương tiện vận tải (được gọi là "thiết bị kết nối" và "thiết bị thông minh"), phòng ốc và các trang thiết bị khác được nhúng với các bộ phận điện tử, phần mềm, cảm biến, cơ cấu chấp hành cùng với khả năng kết nối mạng máy tính giúp cho các thiết bị này có thể thu thập và truyền tải dữ liệu. Năm 2013, tổ chức Global Standards Initiative on Internet of Things (IoT-GSI) định nghĩa IoT là "hạ tầng cơ sở toàn cầu phục vụ cho xã hội thông tin, hỗ trợ các dịch vụ (điện toán) chuyên sâu thông qua các vật thể (cả thực lẫn ảo) được kết nối với nhau nhờ vào công nghệ thông tin và truyền thông hiện hữu được tích hợp," và với mục đích ấy một "vật" là "một thứ trong thế giới thực (vật thực) hoặc thế giới thông tin (vật ảo), mà vật đó có thể được nhận dạng và được tích hợp vào một mạng lưới truyền thông". Hệ thống IoT cho phép vật được cảm nhận hoặc được điều khiển từ xa thông qua hạ tầng mạng hiện hữu, tạo cơ hội cho thế giới thực được tích hợp trực tiếp hơn vào hệ thống điện toán, hệ quả là hiệu năng, độ tin cậy và lợi ích kinh tế được tăng cường bên cạnh việc giảm thiểu sự can dự của con người. Khi IoT được gia tố cảm biến và cơ cấu chấp hành, công nghệ này trở thành một dạng thức của hệ thống ảo-thực với tính tổng quát cao hơn, bao gồm luôn cả những công nghệ như điện lưới thông minh, nhà máy điện ảo, nhà thông minh, vận tải thông minh và thành phố thông minh. Mỗi vật được nhận dạng riêng biệt trong hệ thống điện toán nhúng và có khả năng phối hợp với nhau trong cùng hạ tầng Internet hiện hữu. Các chuyên gia dự báo rằng Internet Vạn Vật sẽ ôm trọn chừng 30 tỉ vật trước năm 2020.
Về cơ bản, Internet Vạn Vật cung cấp kết nối chuyên sâu cho các thiết bị, hệ thống và dịch vụ, kết nối này mang hiệu quả vượt trội so với kiểu truyền tải máy-máy (M2M), đồng thời hỗ trợ đa dạng giao thức, miền (domain), và ứng dụng. Kết nối các thiết bị nhúng này (luôn cả các vật dụng thông minh), được kỳ vọng sẽ mở ra kỷ nguyên tự động hóa trong hầu hết các ngành, từ những ứng dụng chuyên sâu như điện lưới thông minh, mở rộng tới những lĩnh vực khác như thành phố thông minh.
IoT là một kịch bản của thế giới, khi mà mỗi đồ vật, con người được cung cấp một định danh của riêng mình, và tất cả có khả năng truyền tải, trao đổi thông tin, dữ liệu qua một mạng duy nhất mà không cần đến sự tương tác trực tiếp giữa người với người, hay người với máy tính. IoT đã phát triển từ sự hội tụ của công nghệ không dây, công nghệ vi cơ điện tử và Internet. Nói đơn giản là một tập hợp các thiết bị có khả năng kết nối với nhau, với Internet và với thế giới bên ngoài để thực hiện một công việc nào đó.
Một vật trong IoT có thể là một người với một trái tim cấy ghép; một động vật ở trang trại với bộ chip sinh học; một chiếc xe với bộ cảm ứng tích hợp cảnh báo tài xế khi bánh xe xẹp hoặc bất kỳ vật thể tự nhiên hay nhân tạo nào mà có thể gán được một địa chỉ IP và cung cấp khả năng truyền dữ liệu thông qua mạng lưới. Cho đến nay, IoT là những liên kết máy-đến-máy (M2M) trong ngành sản xuất, công nghiệp năng lượng, kỹ nghệ xăng dầu. Khả năng sản phẩm được tích hợp máy-đến-máy thường được xem như là thông minh. Với sự trợ giúp của công nghệ hiện hữu, các thiết bị này thu thập dữ liệu hữu ích rồi sau đó tự động truyền chúng qua các thiết bị khác. Các ví dụ hiện thời trên thị trường bao gồm nhà thông minh được trang bị những tính năng như kiểm soát và tự động bật tắt đèn, lò sưởi (giống như bộ ổn nhiệt thông minh), hệ thống thông gió, hệ thống điều hòa không khí, và thiết bị gia dụng như máy giặt/sấy quần áo, máy hút chân không, máy lọc không khí, lò nướng, hoặc tủ lạnh/tủ đông có sử dụng Wi-Fi để theo dõi từ xa.
Khi tự động hóa có kết nối internet được triển khai đại trà ra nhiều lãnh vực, IoT được dự báo sẽ tạo ra lượng dữ liệu lớn từ đa dạng nguồn, kéo theo sự cần thiết cho việc kết tập dữ liệu nhanh, gia tăng nhu cầu đánh chỉ mục, lưu trữ, và xử lý các dữ liệu này hiệu quả hơn. Internet Vạn Vật hiện nay là một trong các nền tảng của Thành phố Thông minh, và các Hệ thống Quản lý Năng lượng Thông minh.
Khái niệm "the Internet of Things" do Kevin Ashton làm việc tại Procter & Gamble, sau này là MIT's Auto-ID Center, giới thiệu vào năm 1999.

## Thuật ngữ
Internet Vạn Vật (tiếng Anh, viết tắt: IoT) là thuật ngữ dùng để chỉ các đối tượng có thể được nhận biết (identifiable) cũng như chỉ sự tồn tại của chúng trong một kiến trúc mang tính kết nối. Cụm từ này được đưa ra bởi Kevin Ashton vào năm 1999. Ông là một nhà khoa học đã sáng lập ra Trung tâm Auto-ID ở đại học MIT, nơi thiết lập các quy chuẩn toàn cầu cho RFID (một phương thức giao tiếp không dây dùng sóng radio) cũng như một số loại cảm biến khác. IoT sau đó cũng được dùng nhiều trong các ấn phẩm đến từ các hãng và nhà phân tích.
"Vạn Vật", trong khái niệm này, có thể hướng đến đa dạng thiết bị như máy theo dõi nhịp tim, máy phát đáp vi mạch sinh học trên gia súc, loài ctenoides ales sinh sống tại vùng nước ven bờ biển, xe hơi với cảm biến tích hợp, thiết bị phân tích DNA để quan sát môi trường/thức ăn/mầm bệnh, hoặc thiết bị chuyên dụng để hỗ trợ lực lượng cứu hỏa trong hoạt động tìm kiếm cứu nạn. Nhiều luật gia gợi ý "Vạn Vật" nên được xem là "một tổng thể không thể tách rời của phần cứng, phần mềm, dữ liệu và dịch vụ mạng".

## Lịch sử
Năm 1999, Kevin Ashton đã đưa ra cụm từ Internet of Things nhằm để chỉ các đối tượng có thể được nhận biết cũng như sự tồn tại của chúng.
Đến năm 2016, Internet Vạn Vật khẳng định được bước tiến của mình nhờ sự hội tụ của nhiều công nghệ, bao gồm truyền tải vô tuyến hiện diện dầy đặc, phân tích dữ liệu thời gian thực, học máy, cảm biến hàng hóa, và hệ thống nhúng. Điều này có nghĩa là tất cả các dạng thức của hệ thống nhúng cổ điển, như mạng cảm biến không dây, hệ thống điều khiển, tự động hóa (bao gồm nhà thông minh và tự động hóa công trình), vân vân đều đóng góp vào việc vận hành Internet Vạn Vật (IoT).
Ý tưởng về một mạng lưới các thiết bị thông minh đã được thảo luận từ 1982, với một máy bán nước Coca-Cola tại Đại học Carnegie Mellon được tùy chỉnh khiến nó đã trở thành thiết bị đầu tiên được kết nối Internet, có khả năng báo cáo kiểm kho và báo cáo độ lạnh của những chai nước mới bỏ vào máy. Bản mô tả sơ khai năm 1991 về điện toán phổ quát (tiếng Anh: ubiquitous computing) của Mark Weiser, "Máy tính thế kỷ XXI", cũng như những báo cáo về tầm nhìn đương đại của IoT từ các viện khoa học UbiComp và PerCom. Năm 1994 Reza Raji mô tả khái niệm này trên tờ IEEE Spectrum là "[chuyển] các gói dữ liệu nhỏ sang tập hợp các nút mạng lớn, để tích hợp và tự động hóa mọi thứ từ các thiết bị gia dụng với cả một nhà máy sản xuất". Giữa năm 1993 và 1996 một số công ty đề xuất giải pháp như at Work của Microsoft hay NEST của Novell. However, only in 1999 did the field start gathering momentum. Bill Joy mường tượng tới phương thức truyền tải thiết bị-tới-thiết bị (D2D) ở một phần trong bộ khung "Six Webs" của ông, được ông diễn thuyết tại Diễn đàn Kinh tế Thế giới ở Davos năm 1999.
Khái niệm Internet Vạn Vật trở nên phổ biến trong năm 1999 qua Trung tâm Auto-ID ở Viện Công nghệ Massachusetts và các xuất bản phẩm phân tích thị trường có liên quan. Công nghệ Nhận dạng qua tần số vô tuyến (tiếng Anh: Radio-frequency identification, viết tắt: RFID) được Kevin Ashton (một trong những người sáng lập Auto-ID Center) xem là một điều kiện tiên quyết cho IoT vào thời điểm đó. Ashton prefers the phrase "Internet for Things." If all objects and people in daily life were equipped with identifiers, computers could manage and inventory them. Besides using RFID, the tagging of things may be achieved through such technologies as near field communication, barcodes, QR codes và digital watermarking.

## Khả năng định danh độc nhất
Điểm quan trọng của IoT đó là các đối tượng phải có thể được nhận biết và định dạng (identifiable). Nếu mọi đối tượng, kể cả con người, được "đánh dấu" để phân biệt bản thân đối tượng đó với những thứ xung quanh thì chúng ta có thể hoàn toàn quản lý được nó thông qua máy tính. Việc đánh dấu (tagging) có thể được thực hiện thông qua nhiều công nghệ, chẳng hạn như RFID, NFC, mã vạch, mã QR, watermark kĩ thuật số... Việc kết nối thì có thể thực hiện qua Wi-Fi, mạng viễn thông băng rộng (3G, 4G), Bluetooth, ZigBee, hồng ngoại...
Ngoài những kĩ thuật nói trên, nếu nhìn từ thế giới web, chúng ta có thể sử dụng các địa chỉ độc nhất để xác định từng vật, chẳng hạn như địa chỉ IP. Mỗi thiết bị sẽ có một IP riêng biệt không nhầm lẫn. Sự xuất hiện của IPv6 với không gian địa chỉ cực kì rộng lớn sẽ giúp mọi thứ có thể dễ dàng kết nối vào Internet cũng như kết nối với nhau.

## Xu hướng và tính chất

Lộ trình công nghệ của mạng lưới thiết bị kết nối Internet

### Thông minh
Sự thông minh và tự động trong điều khiển thực chất không phải là một phần trong ý tưởng về IoT. Các máy móc có thể dễ dàng nhận biết và phản hồi lại môi trường xung quanh (ambient intelligence), chúng cũng có thể tự điều khiển bản thân (autonomous control) mà không cần đến kết nối mạng. Tuy nhiên, trong thời gian gần đây người ta bắt đầu nghiên cứu kết hợp hai khái niệm IoT và autonomous control lại với nhau. Tương lai của IoT có thể là một mạng lưới các thực thể thông minh có khả năng tự tổ chức và hoạt động riêng lẻ tùy theo tình huống, môi trường, đồng thời chúng cũng có thể liên lạc với nhau để trao đổi thông tin, dữ liệu.
Việc tích hợp trí thông minh vào IoT còn có thể giúp các thiết bị, máy móc, phần mềm thu thập và phân tích các dấu vết điện tử của con người khi chúng ta tương tác với những thứ thông minh, từ đó phát hiện ra các tri thứcmới liên quan tới cuộc sống, môi trường, các mối tương tác xã hội cũng như hành vi con người.

### Kiến trúc dựa trên sự kiện
Các thực thể, máy móc trong IoT sẽ phản hồi dựa theo các sự kiện diễn ra trong lúc chúng hoạt động theo thời gian thực. Một số nhà nghiên cứu từng nói rằng một mạng lưới các sensor chính là một thành phần đơn giản của IoT.

### Là một hệ thống phức tạp
Trong một thế giới mở, IoT sẽ mang tính chất phức tạp bởi nó bao gồm một lượng lớn các đường liên kết giữa những thiết bị, máy móc, dịch vụ với nhau, ngoài ra còn bởi khả năng thêm vào các nhân tố mới.

### Kích thước
Một mạng lưới IoT có thể chứa đến 50 đến 100 nghìn tỉ đối tượng được kết nối và mạng lưới này có thể theo dõi sự di chuyển của từng đối tượng. Một con người sống trong thành thị có thể bị bao bọc xung quanh bởi 1000 đến 5000 đối tượng có khả năng theo dõi.

### Vấn đề không gian, thời gian
Trong IoT, vị trí địa lý chính xác của một vật nào đó là rất quan trọng. Hiện nay, Internet chủ yếu được sử dụng để quản lý thông tin được xử lý bởi con người. Do đó những thông tin như địa điểm, thời gian, không gian của đối tượng không mấy quan trọng bởi người xử lý thông tin có thể quyết định các thông tin này có cần thiết hay không, và nếu cần thì họ có thể bổ sung thêm. Trong khi đó, IoT về lý thuyết sẽ thu thập rất nhiều dữ liệu, trong đó có thể có dữ liệu thừa về địa điểm, và việc xử lý dữ liệu đó được xem như không hiệu quả. Ngoài ra, việc xử lý một khối lượng lớn dữ liệu trong thời gian ngắn đủ để đáp ứng cho hoạt động của các đối tượng cũng là một thách thức hiện nay.

### Luồng năng lượng mới
Hiện nay, IoT đang trải qua giai đoạn phát triển "bộc phát" và điều này xảy ra nhờ vào một số nhân tố, trong đó gồm IPv6, 4G, chi phí, tính sẵn có của công nghệ. Gary Atkinson, Giám đốc tiếp thị sản phẩm nhúng của ARM cho rằng, đã có nhiều thiết bị chứng tỏ rằng có thể thu thập dữ liệu và truyền tải dữ liệu trên mạng nhưng chỉ có giá khoảng 40USD/sản phẩm. Hiện nay, chúng ta có thể nhìn thấy các bộ vi điều khiển 32-bit nền tảng ARM có giá dưới chỉ trên dưới 1USD (chỉ ở 23.000 đồng - thời giá tháng 4/2017). Với bộ vi điều khiển này, bạn có thể làm nhiều điều trên đó. Thu thập và truyền dữ liệu rẻ hơn nhiều: chỉ 50 xu cho một bộ vi điều khiển 32-bit của ARM
ARM đã "nhanh chân" trong việc nhận ra rằng, ổ đĩa có xu hướng sử dụng các bộ vi điều khiển 32-bit là giải pháp cho những người có ý định thực hiện một số quyết định của riêng họ theo một cách tự động. Gary tin rằng, khả năng của các bộ vi điều khiển này ngày càng tăng, điều này có nghĩa là người dùng có thể làm những điều mà trước đây là bất khả.
Trong 5 năm tiếp theo, bạn sẽ thấy ngày càng có nhiều thiết bị trên thị trường. Những thách thức đang diễn ra là quản lý dữ liệu và chuyển sang IPv6 (IPv6 đã sẵn sàng và chạy với địa chỉ đã được cấp phát. IPv4 đã cạn kiệt và 2011 chỉ còn lại những địa chỉ cuối cùng).
 Axel Pawlik, Giám đốc Quản lý của RIPE NCC lý giải tại sao IPv6 cần thiết cho tương lai của IoT, với IPv6 chúng ta sẽ có lượng địa chỉ phong phú và điều này sẽ mở ra khả năng gán địa chỉ cho mỗi thiết bị (gadget) và chip. Các giải pháp sẽ dễ dàng và đơn giản hơn, rõ ràng hơn, có thể phục hồi đến từng mục địa chỉ riêng, và phạm vi phát triển vô cùng to lớn.
Lan Pearson, nhà tương lai học với thành tích ấn tượng tại những hãng như BT, Canon và Fujitsu cho rằng, những gì mà chúng ta thấy ở đây là chưa có tiền lệ hội tụ và phát triển nhanh chóng, không giống như bất kỳ điều gì chúng ta từng thấy trước đó. Động lực cho việc này chính là áp lực hướng đến công nghệ mới, để giúp chúng ta tạo ra những chiếc máy tính nhanh hơn, những ổ đĩa có tốc độ quay nhanh hơn.... 

## Các hệ thống phụ
Không phải tất cả mọi thứ nằm trong IoT đều nhất thiết phải kết nối vào một mạng lưới toàn cầu, chúng ta có thể hoạt động trong từng hệ thống đơn lẻ (subsystem). Hãy tưởng tượng đến một căn nhà thông minh, trong đó các đồ điện gia dụng có thể tự chúng tương tác với nhau và hoạt động mà không cần phải vào Internet, trừ khi chúng ta cần điều khiển nó từ xa. Ngôi nhà này có thể được xem là một subsystem. Cũng giống như hiện nay chúng ta có các mạng LAN, WAN, mạng ngang hàng nội bộ chứ không kết nối trực tiếp vào Internet.

## Ứng dụng

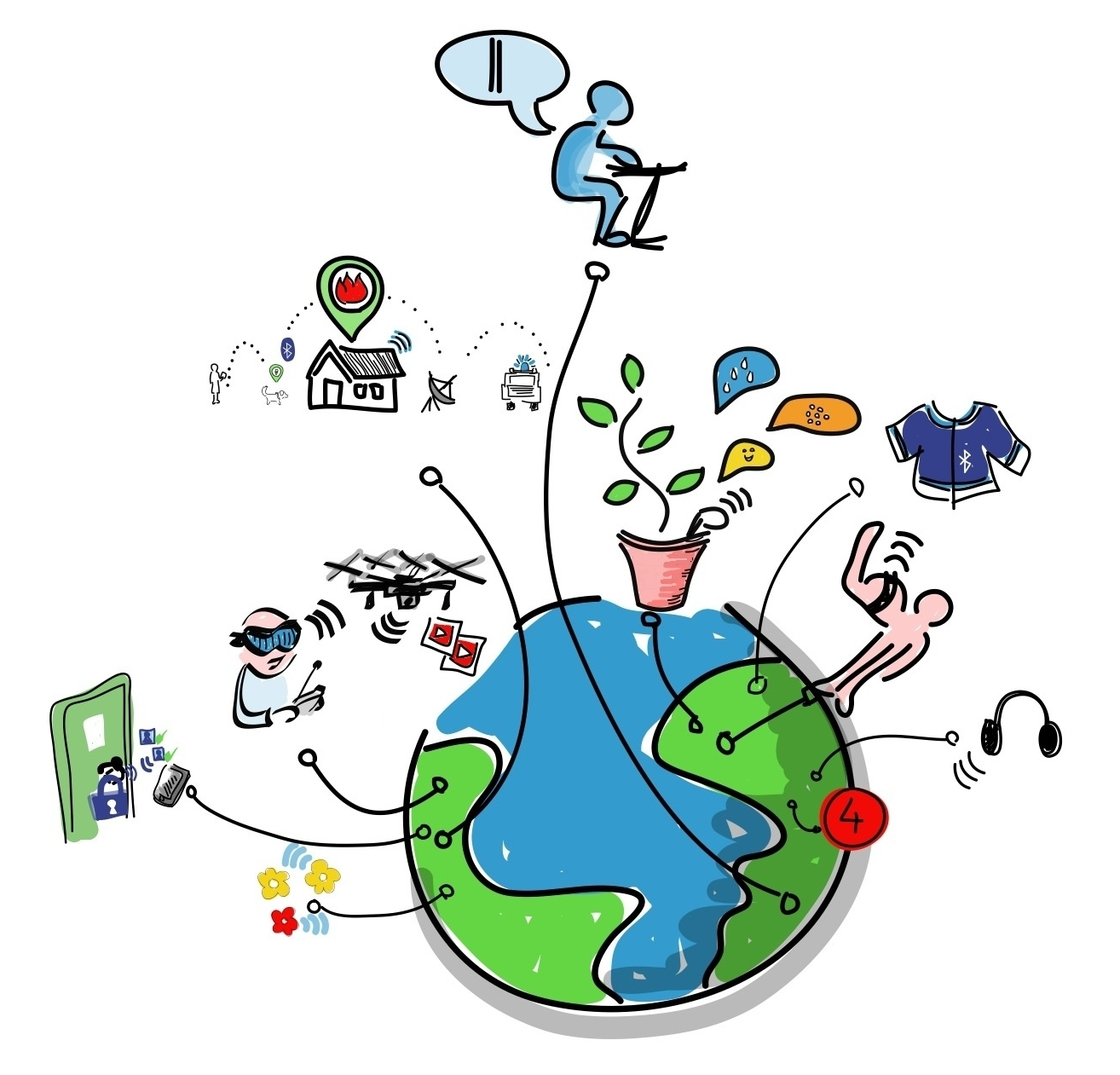
Cả thế giới chìm trong Internet

Theo Gartner, Inc. (một công ty nghiên cứu và tư vấn công nghệ), sẽ có gần 26 tỷ thiết bị trên IoT vào năm 2020. ABI Research ước tính rằng hơn 30 tỷ thiết bị sẽ được kết nối không dây với "Kết nối mọi thứ" (Internet of Everything) vào năm 2020. Theo một cuộc khảo sát và nghiên cứu gần đây được thực hiện bởi Dự án Internet Pew Research, một phần lớn các chuyên gia công nghệ đã hưởng ứng tham gia sử dụng Internet of Things với 83% đồng ý quan điểm cho rằng Internet / Cloud of Things, nhúng và tính toán đeo (và các hệ thống năng động, tương ứng )sẽ có tác động rộng rãi và mang lại lợi ích đến năm 2025. Như vậy, rõ ràng là IoT sẽ bao gồm một số lượng rất lớn các thiết bị được kết nối với Internet
Tích hợp với mạng Internet có nghĩa rằng thiết bị này sẽ sử dụng một địa chỉ IP như là một định danh duy nhất. Tuy nhiên, do sự hạn chế không gian địa chỉ của IPv4 (cho phép 4,3 tỷ địa chỉ duy nhất), các đối tượng trong IOT sẽ phải sử dụng IPv6 để phù hợp với không gian địa chỉ cực kỳ lớn cần thiết

 Các đối tượng trong IoT sẽ không chỉ có các thiết bị có khả năng cảm nhận xung quanh, mà còn cung cấp khả năng truyền động (ví dụ, củ hoặc khóa điều khiển thông qua Internet) Ở một mức độ lớn, tương lai của Internet of Things sẽ không thể không có sự hỗ trợ của IPv6; và do đó việc áp dụng toàn cầu của IPv6 trong những năm tới sẽ rất quan trọng cho sự phát triển thành công của IOT trong tương lai. 

Khả năng kết nối vào mạng của thiết bị nhúng với CPU, bộ nhớ giới hạn và năng lượng bền bỉ. IoT được ứng dụng trong hầu hết các lĩnh vực. Hệ thống như vậy có thể có nhiệm vụ thu thập thông tin trong các thiết lập khác nhau, từ các hệ sinh thái tự nhiên cho các tòa nhà và các nhà máy, do đó việc tìm kiếm các ứng dụng trong lĩnh vực cảm biến môi trường và quy hoạch đô thị.

Mặt khác, hệ thống IoT cũng có thể thực hiện các hành động, không chỉ cảm nhận mọi thứ xung quanh. Hệ thống mua sắm thông minh, ví dụ, có thể theo dõi thói quen mua người dùng cần ở một cửa hàng bằng cách theo dõi điện thoại di động của họ. Người dùng sau đó có thể được cung cấp các cập nhật trên sản phẩm yêu thích của họ, hoặc thậm chí là vị trí của các mục mà họ cần, hay tủ lạnh của họ cần. Tất cả đã tự động chuyển vào điện thoại. ví dụ bổ sung các cảm biến trong các ứng dụng phản ứng lại với nhiệt độ môi trường, điện và quản lý năng lượng, cũng như hỗ trợ hành trình của các hệ thống giao thông vận tải 
Tuy nhiên, các ứng dụng của IoT không chỉ giới hạn trong các lĩnh vực này. Trường hợp sử dụng chuyên ngành khác của IoT cũng có thể tồn tại. Một cái nhìn tổng quan về một số lĩnh vực ứng dụng nổi bật nhất được cung cấp ở đây. Dựa trên các miền ứng dụng, sản phẩm IoT có thể chia thành năm loại khác nhau: thiết bị đeo thông minh, nhà thông minh, thành phố thông minh, môi trường thông minh, và doanh nghiệp thông minh. Các sản phẩm và giải pháp IoT trong mỗi thị trường có đặc điểm khác nhau.
IoT có ứng dụng rộng vô cùng, có thể kể ra một số thứ như sau:
- Quản lý chất thải
- Quản lý và lập kế hoạch quản lý đô thị
- Quản lý môi trường
- Phản hồi trong các tinh huống khẩn cấp
- Mua sắm thông minh
- Quản lý các thiết bị cá nhân
- Đồng hồ đo thông minh
- Tự động hóa ngôi nhà

Một trong những vấn đề với IoT đó là khả năng tạo ra một ứng dụng IoT nhanh chóng. Để khắc phục, hiện nay nhiều hãng, công ty, tổ chức trên thế giới đang nghiên cứu các nền tảng giúp xây dựng nhanh ứng dụng dành cho IoT. Đại học British Columbia ở Canada hiện đang tập trung vào một bộ toolkit cho phép phát triển phần mềm IoT chỉ bằng các công nghệ/tiêu chuẩn Web cũng như giao thức phổ biến. Công ty như ioBridge thì cung cấp giải pháp kết nối và điều khiển hầu như bất kì thiết bị nào có khả năng kết nối Internet, kể cả đèn bàn, quạt máy...
Broadcom mới đây cũng đã giới thiệu hai con chip có mức tiêu thụ điện thấp và giá rẻ dành cho các thiết bị "Internet of things". SoC đầu tiên, BCM4390, được tích hợp một bộ thu phát sóng Wi-Fi 802.11 b/g/n hiệu suất cao để có thể dùng với các vi điều khiển 8 hoặc 16-bit. Broadcom nói rằng sản phẩm này có thể dùng trong các nồi nấu ăn thông minh, bóng đèn, hệ thống an ninh cũng như các thiết bị gia dụng có khả năng điều khiển và quản lý từ xa. SoC thứ hai, BCM20732, thì được tích hợp bộ thu phát tín hiệu Bluetooth và nhắm đến những máy móc như bộ đo nhịp tim, bộ đo bước chạy, thiết bị cảnh báo khi có vật gì đến gần hoặc ổ khóa cửa thông minh. Broadcom cũng đã đóng góp các tập lệnh phần mềm hỗ trợ cho cả công nghệ Bluetooth thường và Bluetooth Smart vào dự án Android Open Source (AOSP). Hiện bản mẫu của hai con chip này đang được giao đến đối tác phần cứng và dự kiến sẽ được sản xuất đại trà trong quý 4 năm nay.

### Quản lý hạ tầng
Giám sát và kiểm soát các hoạt động của cơ sở hạ tầng đô thị và nông thôn như cầu, đường ray tàu hỏa, và trang trại là một ứng dụng quan trọng của IoT. Các cơ sở hạ tầng IoT có thể được sử dụng để theo dõi bất kỳ sự kiện hoặc những thay đổi trong điều kiện cơ cấu mà có thể thỏa hiệp an toàn và làm tăng nguy cơ. Nó cũng có thể được sử dụng để lập kế hoạch hoạt động sửa chữa và bảo trì một cách hiệu quả, bằng cách phối hợp các nhiệm vụ giữa các nhà cung cấp dịch vụ khác nhau và người sử dụng của các cơ sở này. Thiết bị IoT cũng có thể được sử dụng để kiểm soát cơ sở hạ tầng quan trọng như cầu để cung cấp truy cập vào tàu. Cách sử dụng của các thiết bị IoT để theo dõi và hạ tầng hoạt động có khả năng cải thiện quản lý sự cố và phối hợp ứng phó khẩn cấp, và chất lượng dịch vụ, tăng lần và giảm chi phí hoạt động trong tất cả các lĩnh vực cơ sở hạ tầng liên quan Ngay cả các lĩnh vực như quản lý chất thải đứng được hưởng lợi từ tự động hóa và tối ưu hóa có thể được đưa vào bởi IoT

### Y tế
Thiết bị IoT có thể được sử dụng để cho phép theo dõi sức khỏe từ xa và hệ thống thông báo khẩn cấp. Các thiết bị theo dõi sức khỏe có thể dao động từ huyết áp và nhịp tim màn với các thiết bị tiên tiến có khả năng giám sát cấy ghép đặc biệt, chẳng hạn như máy điều hòa nhịp hoặc trợ thính tiên tiến. cảm biến đặc biệt cũng có thể được trang bị trong không gian sống để theo dõi sức khỏe và thịnh vượng chung là người già, trong khi cũng bảo đảm xử lý thích hợp đang được quản trị và hỗ trợ người dân lấy lại mất tính di động thông qua điều trị là tốt. thiết bị tiêu dùng khác để khuyến khích lối sống lành mạnh, chẳng hạn như, quy mô kết nối hoặc máy theo dõi tim mạch, cũng là một khả năng của IoT.

### Xây dựng và tự động hóa nhà
Thiết bị IoT có thể được sử dụng để giám sát và kiểm soát các hệ thống cơ khí, điện và điện tử được sử dụng trong nhiều loại hình tòa nhà (ví dụ, công cộng và tư nhân, công nghiệp, các tổ chức, hoặc nhà ở) Hệ thống tự động hóa, như các tòa nhà tự động hóa hệ thống, thường được sử dụng để điều khiển chiếu sáng, sưởi ấm, thông gió, điều hòa không khí, thiết bị, hệ thống thông tin liên lạc, giải trí và các thiết bị an ninh gia đình để nâng cao sự tiện lợi, thoải mái, hiệu quả năng lượng và an ninh.

### Giao thông
Các sản phẩm IoT có thể hỗ trợ trong việc tích hợp các thông tin liên lạc, kiểm soát và xử lý thông tin qua nhiều hệ thống giao thông vận tải. Ứng dụng của IoT mở rộng đến tất cả các khía cạnh của hệ thống giao thông, tức là xe, cơ sở hạ tầng, và người lái xe hoặc sử dụng. Năng động, tương tác giữa các thành phần của một hệ thống giao thông vận tải cho phép truyền thông giữa nội và xe cộ, điều khiển giao thông thông minh, bãi đậu xe thông minh, hệ thống thu phí điện tử, quản lý đội xe, điều khiển xe, an toàn và hỗ trợ đường bộ.

## Tác nhân ngăn cản sự phát triển

### Chưa có một ngôn ngữ chung
Ở mức cơ bản nhất, Internet là một mạng dùng để nối thiết bị này với thiết bị khác. Nếu chỉ riêng có kết nối không thôi thì không có gì đảm bảo rằng các thiết bị biết cách nói chuyện nói nhau. Cũng giống như là bạn có thể đi từ Việt Nam đến Mỹ, nhưng không đảm bảo rằng bạn có thể nói chuyện với người Mỹ.
Để các thiết bị có thể giao tiếp với nhau, chúng sẽ cần một hoặc nhiều giao thức (protocols), có thể xem là một thứ ngôn ngữ chuyên biệt để giải quyết một tác vụ nào đó. Chắc chắn bạn đã ít nhiều sử dụng một trong những giao thức phổ biến nhất thế giới, đó là HyperText Transfer Protocol (HTTP) để tải web. Ngoài ra chúng ta còn có SMTP, POP, IMAP dành cho email, FTP dùng để trao đổi file
Những giao thức như thế này hoạt động ổn bởi các máy chủ web, mail và FTP thường không phải nói với nhau nhiều, khi cần, một phần mềm biên dịch đơn giản sẽ đứng ra làm trung gian để hai bên hiểu nhau. Còn với các thiết bị IoT, chúng phải đảm đương rất nhiều thứ, phải nói chuyện với nhiều loại máy móc thiết bị khác nhau. Đáng tiếc rằng hiện người ta chưa có nhiều sự đồng thuận về các giao thức để IoT trao đổi dữ liệu. Nói cách khác, tình huống này gọi là "giao tiếp thất bại", một bên nói nhưng bên kia không thể nghe.

### Hàng rào subnetwork
Như đã nói ở trên, thay vì giao tiếp trực tiếp với nhau, các thiết bị IoT hiện nay chủ yếu kết nối đến một máy chủ trung tâm do hãng sản xuất một nhà phát triển nào đó quản lý. Cách này cũng vẫn ổn thôi, những thiết bị vẫn hoàn toàn nói chuyện được với nhau thông qua chức năng phiên dịch của máy chủ rồi. Thế nhưng mọi chuyện không đơn giản như thế, cứ mỗi một mạng lưới như thế tạo thành một subnetwork riêng, và buồn thay các máy móc nằm trong subnetwork này không thể giao tiếp tốt với subnetwork khác.
Lấy ví dụ như xe ô tô chẳng hạn. Một chiếc Ford Focus có thể giao tiếp cực kì tốt đến các dịch vụ và trung tâm dữ liệu của Ford khi gửi dữ liệu lên mạng. Nếu một bộ phận nào đó cần thay thế, hệ thống trên xe sẽ thông báo về Ford, từ đó hãng tiếp tục thông báo đến người dùng. Nhưng trong trường hợp chúng ta muốn tạo ra một hệ thống cảnh báo kẹt xe thì mọi chuyện rắc rối hơn nhiều bởi xe Ford được thiết lập chỉ để nói chuyện với server của Ford, không phải với server của Honda, Audi, Mercedes hay BMW. Lý do cho việc giao tiếp thất bại? Chúng ta thiếu đi một ngôn ngữ chung. Và để thiết lập cho các hệ thống này nói chuyện được với nhau thì rất tốn kém, đắt tiền.
Một số trong những vấn đề nói trên chỉ đơn giản là vấn đề về kiến trúc mạng, về kết nối mà các thiết bị sẽ liên lạc với nhau (Wifi, Bluetooth, NFC,...). Những thứ này thì tương đối dễ khắc phục với công nghệ không dây ngày nay. Còn với các vấn đề về giao thức thì phức tạp hơn rất nhiều, nó chính là vật cản lớn và trực tiếp trên còn đường phát triển của Internet of Things.

### Có quá nhiều "ngôn ngữ địa phương"
Bây giờ giả sử như các nhà sản xuất xe ô tô nhận thấy rằng họ cần một giao thức chung để xe của nhiều hãng có thể trao đổi dữ liệu cho nhau và họ đã phát triển thành công giao thức đó. Thế nhưng vấn đề vẫn chưa được giải quyết. Nếu các trạm thu phí đường bộ, các trạm bơm xăng muốn giao tiếp với xe thì sao? Mỗi một loại thiết bị lại sử dụng một "ngôn ngữ địa phương" riêng thì mục đích của IoT vẫn chưa đạt được đến mức tối đa. Đồng ý rằng chúng ta vẫn có thể có một trạm kiểm soát trung tâm, thế nhưng các thiết bị vẫn chưa thật sự nói chuyện được với nhau.

### Tiền và chi phí
Cách duy nhất để các thiết bị IoT có thể thật sự giao tiếp được với nhau đó là khi có một động lực kinh tế đủ mạnh khiến các nhà sản xuất đồng ý chia sẻ quyền điều khiển cũng như dữ liệu mà các thiết bị của họ thu thập được. Hiện tại, các động lực này không nhiều. Có thể xét đến ví dụ sau: một công ty thu gom rác muốn kiểm tra xem các thùng rác có đầy hay chưa. Khi đó, họ phải gặp nhà sản xuất thùng rác, đảm bảo rằng họ có thể truy cập vào hệ thống quản lý của từng thùng một. Điều đó khiến chi phí bị đội lên, và công ty thu gom rác có thể đơn giản chọn giải pháp cho một người chạy xe kiểm tra từng thùng một.

## Nhận định
Nếu xu hướng hiện nay tiếp tục, dữ liệu được các thiết bị gửi và nhận sẽ nằm trong các "hầm chứa" mang tính chất tập trung (centralized silo). Các công ty, nhà sản xuất có thể kết nối đến các hầm này để thu thập dữ liệu, từ đó tạo ra các bộ giao thức của riêng mình. Tuy nhiên, nhược điểm của mô hình này đó là dữ liệu sẽ trở nên khó chia sẻ hơn bởi người ta cứ phải tạo ra các đường giao tiếp mới giữa các silo. Dữ liệu sẽ phải di chuyển xa hơn và làm chậm tốc độ kết nối. Chưa kể đến các nguy cơ bảo mật và nguy cơ về quyền riêng tư của người dùng nữa.
Trái ngược với hướng đi trên, nếu như các nhà sản xuất có thể thống nhất được các bộ giao tiếp chung thì sẽ tạo ra các "Internet của các ốc đảo" (Internet of Islands). Thiết bị trong một căn phòng có thể giao tiếp với nhau, giao tiếp với các máy móc khác trong nhà và thậm chí là cả... nhà hàng xóm. Dữ liệu sẽ được phân bố trong một khu vực hẹp hơn nên đảm bảo các vấn đề bảo mật, đồng thời tăng tốc độ hoạt động. Dữ liệu cũng nhờ đó mà linh hoạt hơn, các thiết bị có thể phản hồi nhanh hơn. Bên cạnh đó, một khi các thiết bị có thể nói chuyện tốt với nhau, một hệ thống tự động hóa có thể bắt đầu học hỏi những gì đang diễn ra ở thế giới xung quanh, từ đó đưa ra hành động đúng ý muốn của người dùng.

## Đào tạo đại học và ngành nghề
Tại Việt Nam hiện nay, ngành công nghệ Internet Vạn Vật (hay ngành IoT) được đào tạo trình độ đại học hệ chính quy tại:
- Đại Học Bách Khoa Hà Nội: có tên gọi là Hệ Thống nhúng thông minh và IOT thuộc chương trình tiên tiến.
- Học Viện Công Nghệ Bưu Chính Viễn thông tại cơ sở đào tạo TP. Hồ Chí Minh kể từ năm 2022 . Chương trình đào tạo được thực hiện trong 4,5 năm, gồm 9 học kỳ, trong đó 8 học kỳ tích lũy khối kiến thức tại Học viện và 1 kỳ thực tập tốt nghiệp thực tế tại các đơn vị cơ sở. Cuối khóa sinh viên làm đồ án tốt nghiệp hoặc hoàn thành các học phần thay thế tốt nghiệp. Điểm khác biệt chính của ngành đào tạo công nghệ Internet vạn vật so với ngành kỹ thuật điện tử viễn thông và ngành công nghệ thông tin là sinh viên được trang bị kiến thức và kỹ năng có chọn lọc trong ba lĩnh vực liên quan là  điện tử (cảm biến), viễn thông (kết nối và đám mây) và công nghệ thông tin (lập trình) để xây dựng một hệ thống IoT hoàn chỉnh.

Các đại học khác không mở ngành IoT nhưng mở chuyên ngành IoT thuộc ngành kỹ thuật điện tử viễn thông hoặc công nghệ thông tin, ví dụ như:
- Đại Học FPT: chuyên ngành IoT thuộc ngành công nghệ thông tin
- Học Viện Công Nghệ Bưu Chính Viễn Thông: chuyên ngành IOT thuộc 1 trong 3 chuyên ngành của ngành Kỹ Thuật Điện Tử Viễn Thông .